# Keith Blunt
Keith Blunt (c. 1939 - 12 de agosto de 2016) foi um treinador de futebol inglês. Ele treinou  Sutton United a partir do final dos anos setenta até passar para Malmö e depois Viking em 1984. Em 1987, ele foi treinador da equipe juvenil de Tottenham Hotspur Football Club. Em 1987, ele foi treinador do Tottenham Hotspur FC equipe juvenil 's. Em 1997, Blunt foi treinador no Centro de Excelência em Lilleshall na Inglaterra. A partir de 1998, trabalhou como técnico de futebol em várias equipes da China, incluindo o nacional U-23 e U-19.